# Langelo (Drenthe)
Langelo (Drents: Langel) is een dorp in de gemeente Noordenveld, in de Nederlandse provincie Drenthe. Het is een van de kleinste brinkdorpen van Drenthe. Het dorp telde in 2023 220 inwoners. Tot 1998 maakte Langelo deel uit van de gemeente Norg.
Het dorp wordt doorsneden door de drukke weg (N373) van Norg naar Roden. Vlak bij het dorp is een installatie voor ondergrondse gasopslag aangelegd. Langelo bezit twee brinken: de Schoolbrink en de Westerbrink.
In 1255 wordt de plaatst vermeld als  Langele en in 1560 als Langeloe In de 19e eeuw komen de spellingen Langelo en Langeloo voor. De naam zou duiden op een langgerekt bos dat er gelegen was op een lange zandrug, tussen Langeloërduinen en het dorp. Aan de hoofdweg staan enkele oude boerderijen. De oudste dateert uit 1792.

## Galerij

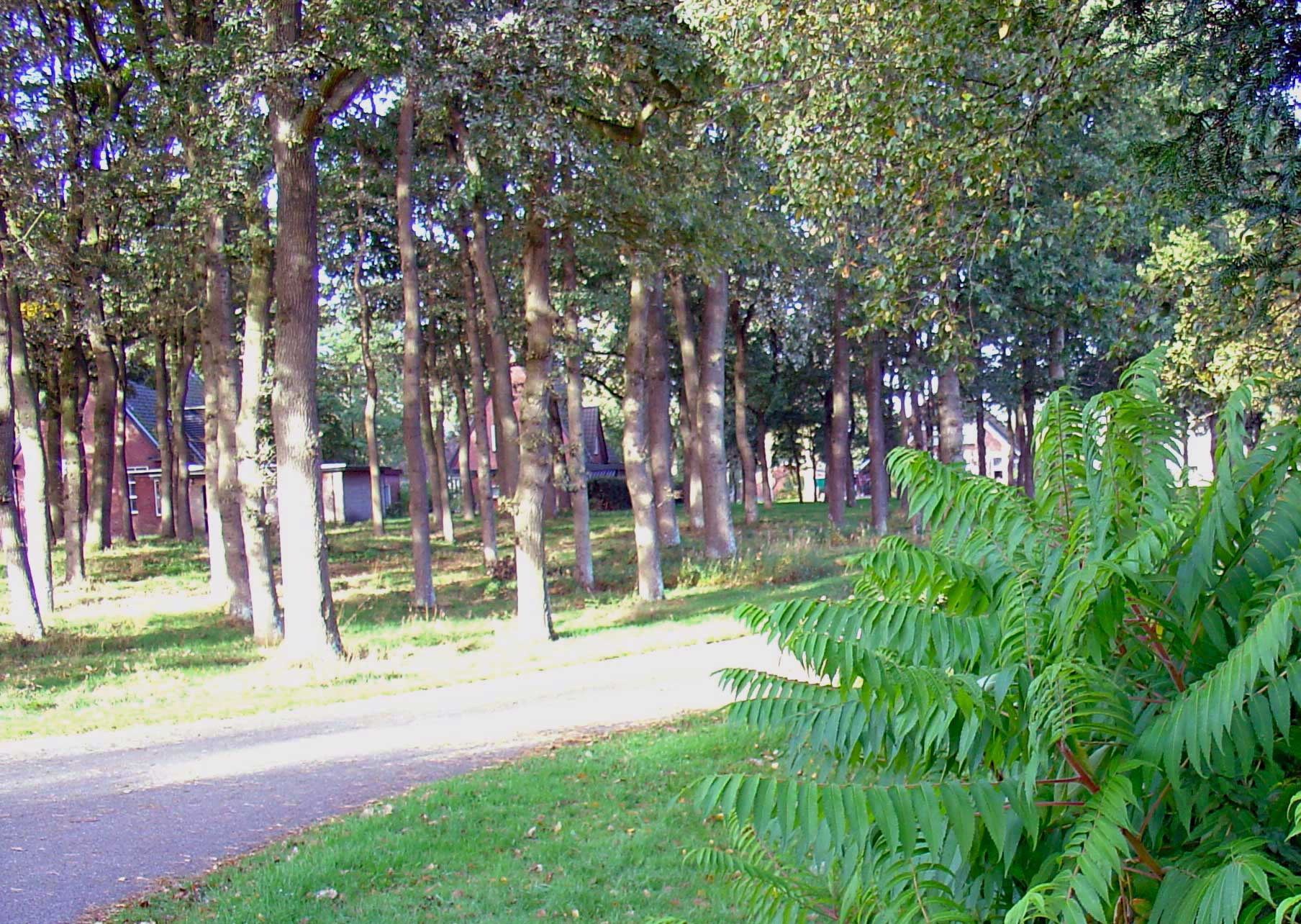
De Schoolbrink in Langelo
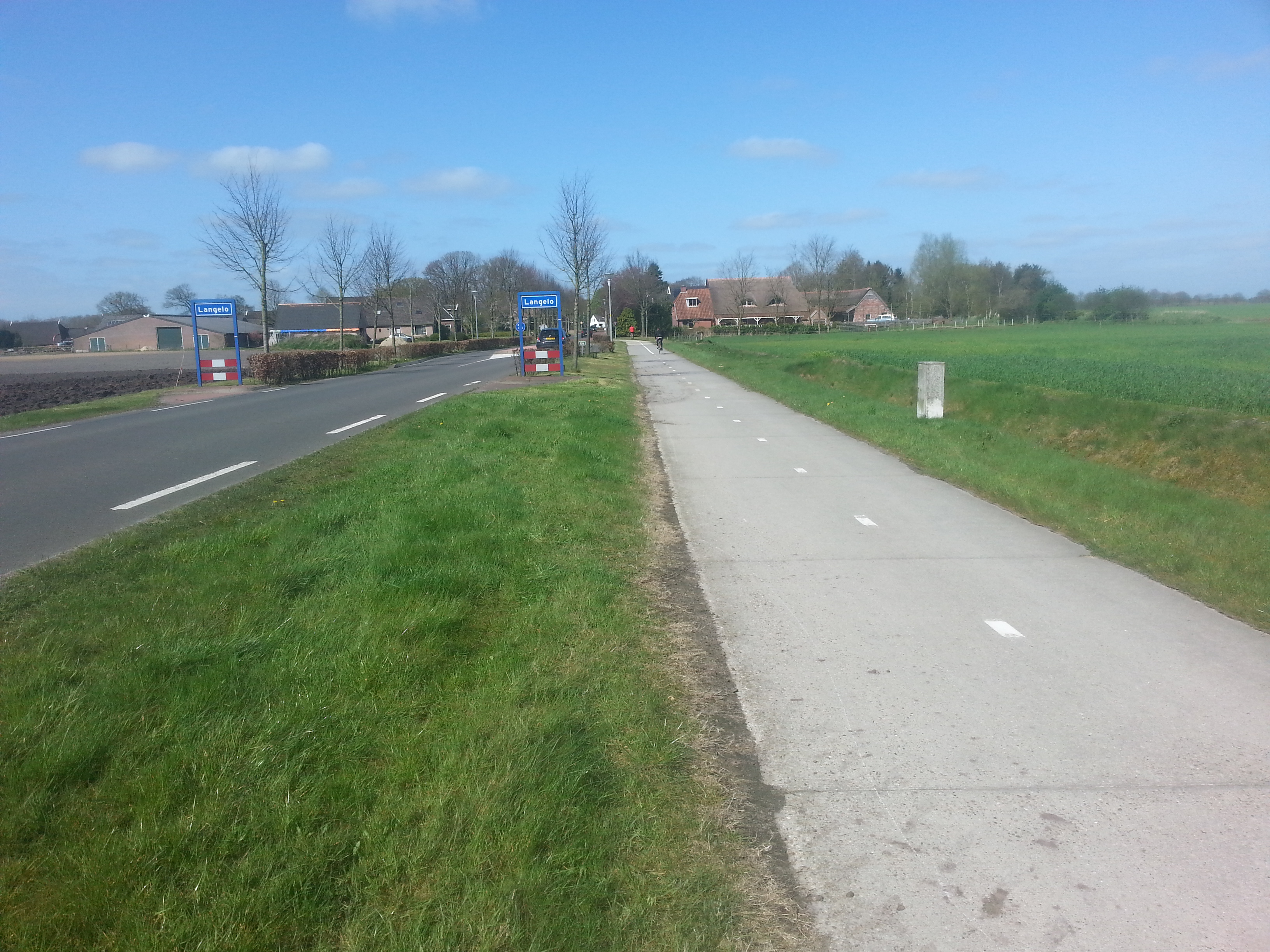
Langelo

## Geboren in Langelo
- Egbert Darwinkel (1965), voetbalkeeper